# Loc de muncă
Un loc de muncă este spațiu fizic sau virtual în care o persoană își desfășoară activitatea profesională în baza unui contract de muncă. Acesta include orice locație în care angajatul își îndeplinește sarcinile specificate de angajator, în conformitate cu termenii și condițiile stabilite în contract.
Un astfel de loc poate varia de la o casă până la o clădire de birouri sau o fabrică. Pentru societățile industrializate, locul de muncă este unul dintre cele mai importante spații sociale, în afara locuinței, constituind „un concept central pentru organizația angajatoare, clienții organizației și societatea ca un întreg”. Dezvoltarea noilor tehnologii de comunicare a condus la dezvoltarea locului de muncă virtual și a muncii la distanță.

## Lectură
- en  Ron Friedman (2015). The Best Place to Work: The Art and Science of Creating an Extraordinary Workplace. TarcherPerigee. ISBN 978-0399165603.